# Arizona Tennis Classic 2022
L'Arizona Tennis Classic 2022 è stato un torneo maschile di tennis professionistico. È stata la 2ª edizione del torneo, facente parte della categoria Challenger 125 nell'ambito dell'ATP Challenger Tour 2022 con un montepremi di 159 360 $. Si è svolto dal 14 al 20 marzo 2022 sui campi in cemento del Phoenix Country Club a Phoenix, negli Stati Uniti.

## Partecipanti

### Teste di serie
| Nazionalità | Giocatore          | Ranking* | Testa di serie |
| ----------- | ------------------ | -------- | -------------- |
| Francia     | Benoît Paire       | 53       | 1              |
| Italia      | Lorenzo Musetti    | 56       | 2              |
| Francia     | Arthur Rinderknech | 57       | 3              |
| Germania    | Jan-Lennard Struff | 58       | 4              |
| Argentina   | Sebastián Báez     | 60       | 5              |
| Francia     | Hugo Gaston        | 68       | 6              |
| Finlandia   | Emil Ruusuvuori    | 70       | 7              |
| Belgio      | David Goffin       | 71       | 8              |

* Ranking al 7 marzo 2022.

### Altri partecipanti
I seguenti giocatori hanno ricevuto una wild card per il tabellone principale:
- Christopher Eubanks
- Brandon Nakashima
- Jeffrey John Wolf

I seguenti giocatori sono entrati in tabellone come alternate:
- Radu Albot
- Daniel Altmaier
- Liam Broady
- Marco Cecchinato
- Denis Kudla
- Oscar Otte
- Aleksandar Vukic

I seguenti giocatori sono passati dalle qualificazioni:
- Mitchell Krueger
- Gilles Simon
- Aleksandar Kovacevic
- Emilio Nava
- Max Purcell
- Michail Kukuškin

Il seguente giocatore è entrato in tabellone come lucky loser:
- Mats Moraing

## Campioni

### Singolare
Denis Kudla ha sconfitto in finale  Daniel Altmaier con il punteggio di 2–6, 6–2, 6–3.

### Doppio
Treat Conrad Huey /  Denis Kudla hanno sconfitto in finale  Oscar Otte /  Jan-Lennard Struff con il punteggio di 7–6(10), 3–6, [10–6].